# Studzianiec (obwód homelski)
Studzianiec (biał. Студзянец; ros. Студенец, Studieniec) – wieś na Białorusi, w obwodzie homelskim, w rejonie kormańskim, w sielsowiecie Licwinawiczy, nad Sożem.